# Челюскин (посёлок)
Челю́скин — посёлок в Суземском районе Брянской области, входит в состав Суземского городского поселения.

## География
Посёлок находится в юго-восточной части Брянской области, на расстоянии приблизительно 7 км (по прямой) к северу от посёлка Суземка, административного центра района.

### Часовой пояс
Посёлок Челюскин, как и вся Брянская область, находится в часовой зоне МСК (московское время). Смещение применяемого времени относительно UTC составляет +3:00.

## История
Посёлок упоминается с 1930-х годов. На карте 1941 года отмечен как колхоз с 32 дворами.

## Население
| 2010 | 2013 |
| ---- | ---- |
| 5    | ↘0   |

### Национальный состав
Согласно результатам переписи 2002 года, в национальной структуре населения русские составляли 100 % из 9 чел.